# Emma Tenayuca
Emma Beatrice Tenayuca (21 de diciembre de 1916 – 23 de julio de 1999) fue una líder laboral, organizadora sindical, activista de derechos civiles y educadora estadounidense. Es conocida por su trabajo organizando a los trabajadores mexicanos en Texas durante la década de 1930. También fue conocida por ser parte del Partido Comunista de Estados Unidos defendiendo a los mexicanos y a los mexicoamericanos .

## Vida personal
Creció en una numerosa familia integrada por 11 personas, pero comenzó a vivir con sus abuelos a temprana edad para aliviar la carga de sus padres.  Nació en una familia mexicano-estadounidense, y su linaje en el sur de Texas es anterior tanto a la independencia mexicana como a la guerra entre México y Estados Unidos. La familia Tenayuca se vio duramente afectada por la Depresión, y a su alrededor, Desde entonces Emma comenzó a ver el sufrimiento de los trabajadores de clase baja.
En 1938 se casó con Homer Bartchy, quien usaba el alias "Homer Brooks".  Finalmente, Tenayuca continuó sus estudios universitarios. Se divorció de Brooks en 1941 y abandonó su ciudad natal para asistir al San Francisco State College, donde se especializó en educación. Tenayuca se divorció de su marido y también se distanció del comunismo después de enterarse del régimen de terror de Joseph Stalin. Posteriormente obtuvo una maestría en educación de la Universidad Nuestra Señora del Lago en San Antonio. Desde allí pasó a enseñar en el Distrito Escolar de Harlandale hasta su jubilación en 1982.

## Participación política
En 1937, Emma Tenayuca se unió al Partido Comunista de Estados Unidos. Se unió porque el Partido Comunista compartía sus creencias en la igualdad y el apoyo a las minorías en dificultades. Debido a las creencias anticomunistas en los Estados Unidos, Tenayuca fue atacada y criticada debido a su afiliación. Los empresarios, las iglesias y otras autoridades crearon una campaña de desprestigio para mostrar a Tenayuca como un radical. 
Menos de un año después, estaba programada para hablar en una pequeña reunión del Partido Comunista en el Auditorio Municipal, autorizada por el alcalde de San Antonio, Maury Maverick. Una multitud de 5,000 personas atacó el auditorio con ladrillos y piedras, "cazando comunistas". La policía ayudó a Tenayuca a escapar de la turba, pero fue incluida en la lista negra y obligada a mudarse de San Antonio.
En 1940, Tenayuca fue candidata del Partido Comunista para la Cámara de Representantes de los Estados Unidos en el distrito 20 del Congreso de Texas . Quedó en tercer lugar, detrás de los candidatos demócrata y republicano, obteniendo 76 votos de los 56.447 emitidos.
En 1946, Emma Tenayuca abandona el Partido Comunista por decepción.  Un factor en particular que condujo a su desilusión fue la firma del Pacto Molotov-Ribbentrop. 

## Sindicato y activismo político

### Huelga laboral de 1938
En la década de 1930, San Antonio era la capital de la nuez de los Estados Unidos y la industria obtenía grandes ganancias. los trabajadores estaban sujetos a condiciones laborales deplorables, recibían bajos ingresos y no tenían empleo garantizado. Tenayuca tenía apenas 21 años cuando ocurrió la huelga en la comunidad.  Durante esta huelga, hasta 12.000 trabajadores de más de 130 plantas abandonaron sus puestos de trabajo en protesta por una reducción salarial de un centavo por libra de nueces pecanas sin cáscara y por las terribles condiciones de trabajo. Los trabajadores de ascendencia mexicana y chicana que protestaron recibieron golpes, gases lacrimógenos, arrestos y encarcelamientos. Durante la huelga, Tenayuca y los empleados estuvieron sujetos a una variedad de penurias, incluidos enfrentamientos violentos con la policía y matones de la empresa. Tenayuca organizó piquetes, pronunció discursos y utilizó sus habilidades de comunicación para conseguir el apoyo de otros sindicatos y organizaciones. La huelga termino después de treinta y siete días, finalmente fue cancelada cuando los operadores de nueces de la ciudad decidieron participar en el arbitraje. La Ley de Normas Laborales Justas aumentó el salario mínimo a veinticinco centavos por hora en octubre de ese mismo año. Tenayuca fue fotografiada y perfilada en la revista Time, donde la publicación se refirió a ella como "la primera línea de la mayoría de sus conmociones cívicas". 

## Activismo por los derechos civiles
Emma Tenayuca también fue miembro de la Liga de Mujeres por la Paz y la Libertad (WLPF), un grupo feminista mundial que se estableció en 1915 con la misión de promover la justicia social, la igualdad y el desarme. A finales de la década de 1930, Emma Tenayuca se involucró en el Partido de Liberación de la Mujer (WLPF). En 1940, asistió a la convención internacional del Movimiento de Liberación de la Mujer por la Paz (WLPF) en Washington D. C., como delegada, en representación de la rama de San Antonio de la organización. La participación de Tenayuca en la convención le permitió discutir la importancia de la paz y el desarme en medio de las hostilidades de la Segunda Guerra Mundial.